# Максимов, Христо
Христо Максимов (болг. Христо „Мирчо“ Максимов; 13 февраля 1867, Самоков, Османская империя — 13 апреля 1902, София, Княжество Болгария) — болгарский писатель
, поэт, публицист, журналист, педагог, народный учитель.

## Биография
С 1884 года пять лет работал учителем в родном городе. Занимался самообразованием — все свободное время посвящал чтению произведений русской литературы. Свои первые стихи опубликовал в газете «Напред» под псевдонимом «Мирчо». После этого два года работал учителем в Станимаке (Асеновград). Там же опубликовал свой первый сборник стихов «Новая Гусла». После переезда в Пловдив, временно работал в издательстве журнала «Дума», где опубликовал свои первые рассказы о народной жизни и первые педагогические статьи.
Когда организовался союз для защиты интересов народных учителей, Максимов стал во главе движения. Издавал прогрессивно-педагогические журналы «Учитель» (с 1893) с приложением «Учителской дружбы» и общественно-педагогический журнал «Просвета» (с 1902).
Издал два сборника рассказов «Тъмен свет» (из общественно-школьной жизни) и «Сборник стихотворений» под псевдонимом «Мирчо».
Заболел туберкулёзом, который приковал его к постели. Больной, в последние дни своей жизни продолжал писать статьи для журналов «Учитель» и «Просвета».

## Память
В 1940 году в Софии ему был установлен бюст работы скульптора И. Лазарова.
В городе Самоков в честь писателя названа среднеобразовательная школа.